# 矢島八洲夫
矢島 八洲夫（やじま やすお、1900年3月28日 - 1983年9月2日）は、日本の新聞記者、ジャーナリスト。朝日新聞社常務取締役、こどもの国初代園長を務めた。

## 略歴
長野県上伊那郡伊那富村（現・辰野町）出身。旧制長野県立諏訪中学校（現・長野県諏訪清陵高等学校）、第八高等学校 (旧制)を経て、東京帝国大学法学部卒業。1924年朝日新聞社入社。総務局長、取締役を経て、常務取締役。
1963年の村山事件の際、横田武夫（取締役）、中川英造（取締役）、安井桂三郎（名古屋本社業務局長）らとともに辞表を提出。業務関係の役員不在という異常事態に陥るが、村山長挙が社長を辞任したことで同事件は収束し復職。1964年3月、元社長で大株主の村山長挙は矢島ら復職した5人の役員の職務執行停止の仮処分申請を裁判所に提出。この申請は却下される。1965年こどもの国初代園長を務めた。航空審議会委員なども歴任。また、日本浮世絵協会の常任理事を務め、9000点に上る浮世絵版画を収集していたが、こどもの国の開園に際して、手放すこととなり、そのコレクションは名古屋テレビの所蔵するところになった。

## 著書
- 『実生活に即した判例新話』朝日新聞社 1930年